# Авира
Avira GmbH & Co. KG е германска компания, специализирана в разработването на антивирусен софтуер.
Със своите над 100 милиона потребители и около 500 служители по целия свят „Авира“ е сред световните лидери по компютърна сигурност. С повече от 20-годишен опит фирмата е сред пионерите в тази област.
Основният клон на компанията се намира в южногерманския град Тетнанг, близо до брега на Боденското езеро. Мотото на компанията е: „Повече от сигурност!“.
Основните продукти на Авира са:
- Avira Free Antivirus
- Avira Antivirus Pro
- Avira Internet Security
- Avira Prime
- Avira Browser Safety
- Avira Phantom VPN
- Avira Privacy Pal
- Avira Home Guard